# Dioscorea nipponica
Діоскорея ніппонська (Dioscorea nipponica) — багаторічна дводомна ліана довжиною до 5 метрів. Виростає на Далекому Сході.
Стебла трав'янисті кучеряві, голі.
Листя чергові черешкові, широкояйцеподібні, 3-7-лопатеві.
Квітки одностатеві дрібні блідо-зелені. Тичинкові квітки, що розвиваються на чоловічих рослинах, зібрані в полузонтики, утворюючи пазушні суцвіття. Маточкові квітки, що розвиваються на жіночих суцвіттях, зібрані в прості колоси.

## Використання
В якості лікарської сировини використовують кореневища з корінням дикорослих і культивованих рослин (Rhizoma cum radicibus Dioscoreae nipponicae), зібрані протягом вегетаційного періоду, починаючи з кінця квітня до глибокої осені, ретельно очищені від землі, залишків стебел, розрізані на шматки і висушені. Термін придатності сировини 3 роки.
Кореневища містять численні сполуки, проте основні діючі речовини — стероїдні сапоніни (до 8 %), похідні діосгеніну, головний з них — діосцин. Діосгенін може бути вихідним продуктом для синтезу гормональних препаратів — кортизону, прогестерону.